# Eupithecia siata
Eupithecia siata là một loài bướm đêm trong họ Geometridae.